# Озёрное (Киевская область)
Озёрное (укр. Озерне) — село, входит в Яготинский район Киевской области Украины.
Население по переписи 2001 года составляло 122 человека. Почтовый индекс — 07710. Телефонный код — 4575. Занимает площадь 1,2 км². Код КОАТУУ — 3225587403.

## История
В 1946 году указом ПВС УССР хутор Новые Войтовцы переименован в Озерный.

## Местный совет
07710, Київська обл., Яготинський р-н, с. Супоївка, вул. Війтовецька, 90, тел. 5-36-43; 35-3-31 (укр.)